# Abacab
| 전문가 평가                   | 전문가 평가 |
| 평가 점수                     | 평가 점수   |
| 출처                          | 점수        |
| ----------------------------- | ----------- |
| AllMusic                      | [ 2 ]       |
| Q                             | [ 3 ]       |
| Rolling Stone                 | [ 4 ]       |
| The Rolling Stone Album Guide | [ 5 ]       |

《Abacab》은 1981년 9월 18일, 카리스마 레코드에서 발매된 영국의 프로그레시브 록 밴드 제네시스의 열한 번째 스튜디오 음반이다. 그들의 이전 음반인 《Duke》 (1980년)을 지원하기 위해 1980년 투어를 한 후, 밴드는 새 음반을 쓰고 녹음하기 위해 1981년에 다시 모이기 전에 휴식을 취했다. 《Abacab》은 서리주 치딩폴드에 있는 그룹에 의해 구입된 녹음 스튜디오인 더 팜에서 녹음된 첫 번째 제네시스 음반이다. 그것은 그들의 프로그레시브 뿌리에서 더 접근하기 쉽고 팝 지향적인 노래로 밴드의 발전과 그들의 이전 음반과 달리 곡을 쓰기로 한 그들의 의식적인 결정을 기념했다.
《Abacab》은 비평가들로부터 대부분 긍정적인 평가를 받았고, 밴드의 상업적인 성공을 거두어 영국 음반 차트에서 두 번째 1위 LP가 되었고, 7위를 정점으로 미국 빌보드 200에서 처음으로 톱 10에 진입했다. 제네시스는 이 음반에서 네 개의 싱글을 발매했는데, 가장 성공적인 싱글은 〈Abacab〉과 〈No Reply at All〉였다. 이 음반은 미국에서 2백만 장이 팔린 것으로 미국 음반 산업 협회로부터 영국에서 골드, 더블 플래티넘 인증을 받았다. Abacab Tour는 1981년 북미와 유럽을 방문했으며, 1982년 라이브 음반과 콘서트 비디오 《Three Sides Live》의 대부분을 구성한 녹음이다. 음반에 남은 세 곡은 EP 《3×3》에서 발매되었다. 이 음반은 2007년에 새로운 스테레오와 5.1 서라운드 사운드 믹스로 재발매되었다.

## 배경
1980년 6월, 드러머이자 가수인 필 콜린스, 키보디스트 토니 뱅크스, 기타리스트 마이크 러더퍼드와 투어 드러머 체스터 톰슨, 기타리스트이자 베이시스트인 대릴 스터머의 제네시스 라인업은 그들의 열 번째 음반 《Duke》 (1980년)을 지원하기 위해 1980년 영국과 북미 투어를 마무리했다. 잠시 휴식을 취한 후, 1980년 11월에 밴드는 서리주 치딩폴드 근처에 인접한 소집이 있는 농가인 피셔 레인 팜을 새로운 개인 리허설 및 녹음 시설로 구입했다. 3인조는 건물을 스튜디오로 리모델링하는 과정에서 농가에 다시 모여 처음에는 거실에서 진행된 신소재를 쓰고 리허설을 했고, 스튜디오가 가동되자 1981년 3월부터 음반 녹음을 시작했다. 《Abacab》은 《A Trick of the Tail》 (1976년) 이후 영국에서 녹음된 첫 번째 제네시스 음반이다. 콜린스의 데뷔 솔로 음반 《Face Value》 (1981년)의 성공은 녹음 단계에서 탄력을 받았고, 뱅크스는 그들이 오랫동안 친구였기 때문에 《Abacab》의 사운드나 스타일, 혹은 그나 러더퍼드에 대한 관계를 바꾸는 데 거의 도움이 되지 않았다고 주장했다.

## 커버 아트
이 커버 아트는 영국의 아티스트 빌 스미스가 디자인했는데, 그는 이 그룹이 "그들이 싫어하는 것만 알고 있었다"고 회상했다. 그는 처음에 밴드에 다양한 삽화가들의 포트폴리오를 선물했지만, 그 그룹은 그들에게서 그들이 좋아하는 것을 찾지 못했다. 러더퍼드는 스미스의 스케치북을 가져다가 처음에 책을 위해 만들어진 추상적인 디자인을 발견했는데, 그것은 꿈틀거리는 검은 선이 있는 팬톤 색 스와치에서 찢어진 1인치 길이의 종이 조각을 특징으로 한다. 밴드는 그것을 커버로 선택했고, 스미스는 그것을 엠보싱 마감으로 네 가지 다른 색상 체계로 재현했다. 그 밴드는 네 명 모두를 좋아했고, 가게 진열장에서 효과적인 프레젠테이션을 할 수 있을 것이라고 생각했다. 세 개의 디자인은 한정 인쇄되었고, 그 후 그들의 레이블인 카리스마 레코드는 재고를 유지하기 위해 원래의 몽타주를 선택했다. 스미스는 제네시스 매니저 토니 스미스와 카리스마 직원들에게 "이 작은 색종이 조각들"이 음반의 커버가 될 것이라고 설득하는 것이 어려웠지만, 그는 그룹의 후원을 받아 성공했고 그것이 "그의 역대 최고의 보수를 받는 직업"이 되었다고 언급했다. 제네시스는 스미스가 그의 작품에 대한 저작권을 유지할 수 있게 해주었다. 이전 제네시스 음반과 달리 소매에는 가사가 없다. 뱅크스는 이를 이전 음반에서 지나치게 강조했다고 생각했던 단어에 대한 강조를 줄여 음반의 전반적인 사운드에서 더 큰 부분을 차지하도록 하기 위해서라고 추론했다.

## 곡 목록
모든 곡들은 특별한 언급이 없는 한 토니 뱅크스, 필 콜린스 그리고 마이크 러더퍼드에 의해 작사/작곡하였다.
| #  | 제목                  | 작사·작곡 | 재생 시간 |
| -- | --------------------- | --------- | --------- |
| 1. | 〈Abacab〉            |           | 6:31      |
| 2. | 〈No Reply at All〉   |           | 4:33      |
| 3. | 〈Me and Sarah Jane〉 | 뱅크스    | 6:02      |
| 4. | 〈Keep It Dark〉      |           | 4:33      |

| #  | 제목                  | 작사·작곡 | 재생 시간 |
| -- | --------------------- | --------- | --------- |
| 1. | 〈Dodo/Lurker〉       |           | 7:31      |
| 2. | 〈Who Dunnit?〉       |           | 3:22      |
| 3. | 〈Man on the Corner〉 | 콜린스    | 4:28      |
| 4. | 〈Like It or Not〉    | 러더퍼드  | 4:58      |
| 5. | 〈Another Record〉    |           | 4:38      |

## 인증
| 국가                                                  | 인증        | 판매량/출하량 |
| ----------------------------------------------------- | ----------- | ------------- |
| 오스트레일리아 (ARIA)                                 | 골드        | 20,000^       |
| 프랑스 (SNEP)                                         | 골드        | 100,000*      |
| 독일 (BVMI)                                           | 골드        | 250,000^      |
| 이탈리아 (FIMI)                                       | 골드        | 150,000       |
| 영국 (BPI)                                            | 골드        | 100,000^      |
| 미국 (RIAA)                                           | 2× 플래티넘 | 2,000,000^    |
| *판매량을 기반으로 한 인증 ^출하량을 기반으로 한 인증 |             |               |